# Psion
Psion was een producent van computerapparatuur en software. Het bedrijf, waarvan het hoofdkwartier gevestigd was in het Verenigd Koninkrijk, is vooral bekend van de zakcomputers met toetsenbordje in het zogenaamde clamshell-formaat (een inklapbaar model door middel van een scharnier). Deze apparaatjes waren voorzien van het EPOC-besturingssysteem, dat later werd doorontwikkeld onder de naam Symbian.

## Geschiedenis

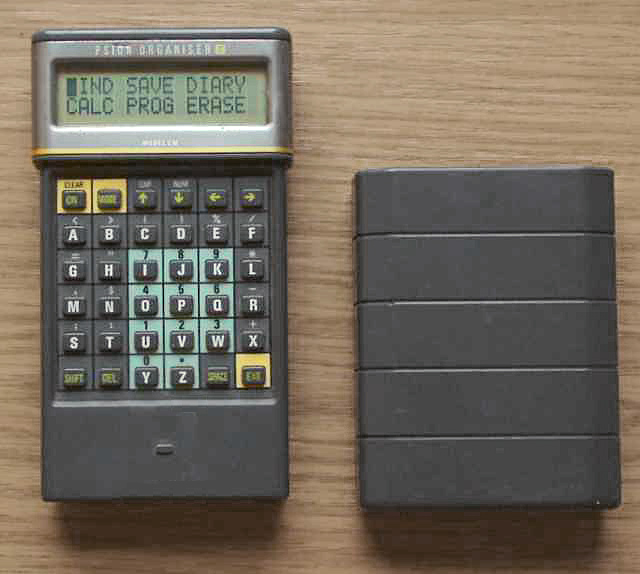
Psion Organiser II

Psion werd in 1980 opgericht door dr. David Edwin Potter. De eerste drie jaar werd software voor de ZX81- en ZX Spectrum-thuiscomputers ontwikkeld, daarna stapte het bedrijf over op hardwareproducten.
De Psion Organiser was in 1984 de eerste zakcomputer die in groten getale verkocht werd. De naam Psion is een afkorting van "Potter Scientific Instruments Or Nothing".

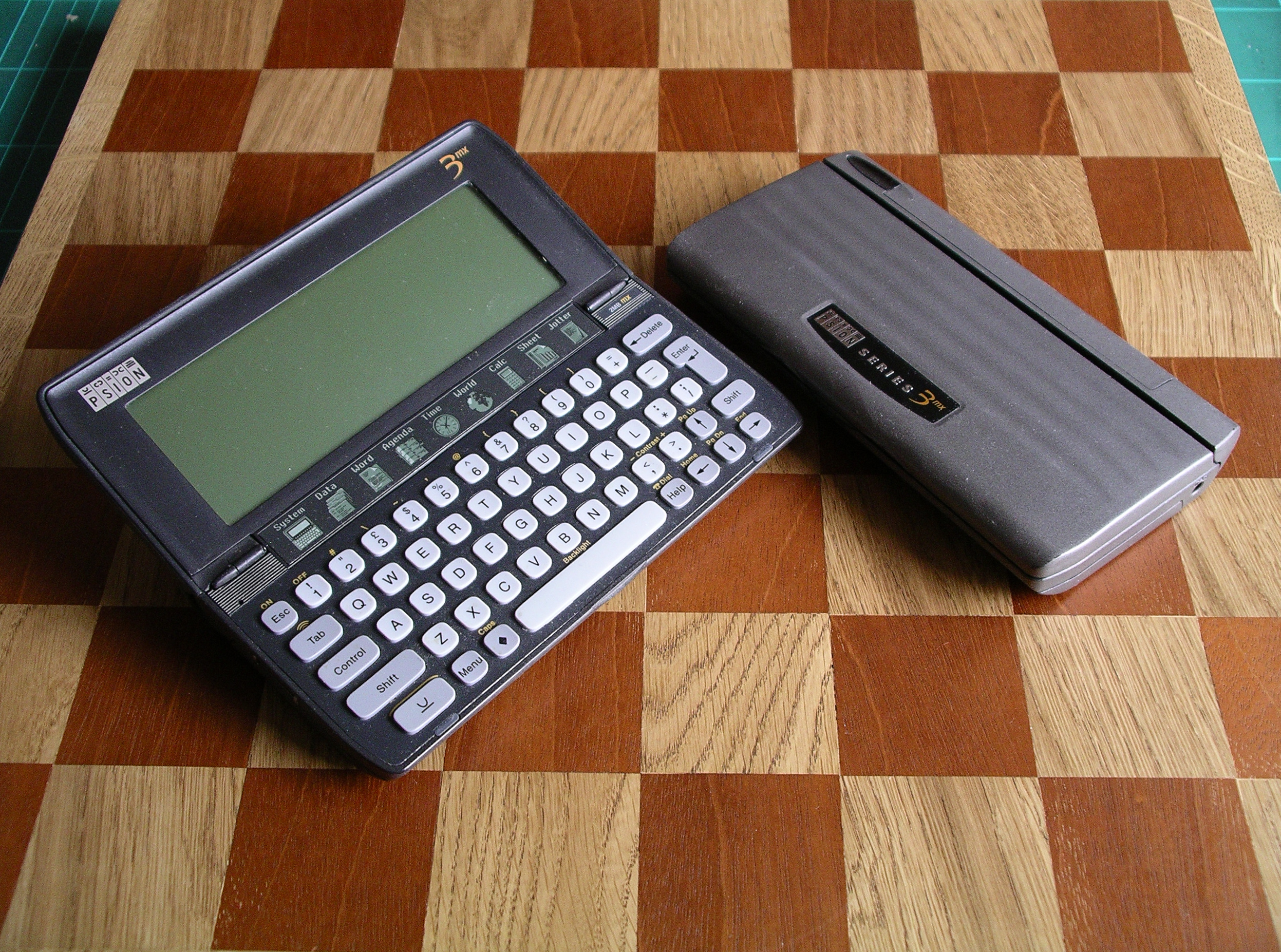
Psion 3mx

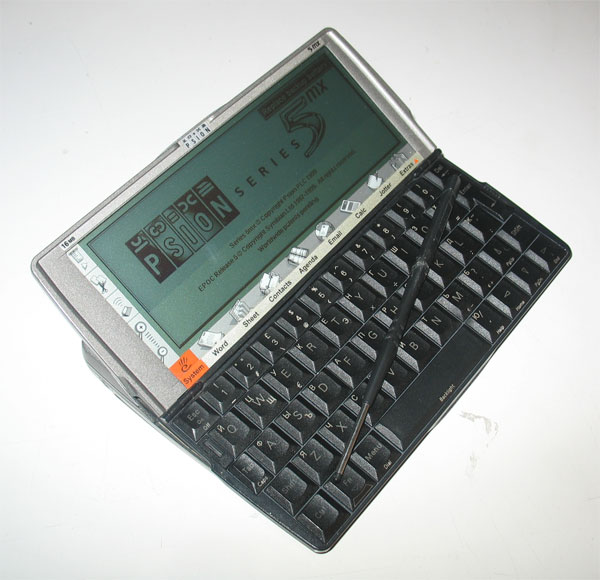
Psion serie 5-notebook

In 2000 fuseerde het bedrijfsonderdeel Psion Enterprise Computing met het nieuw aangekochte Teklogix, een Canadees bedrijf dat gespecialiseerd is in mobiele data-oplossingen. Het resultaat van deze fusie was Psion Teklogix, dat vooral zakelijke en robuuste handheldproducten voor magazijnen en andere logistieke toepassingen maakt. Voorbeelden zijn de NetPad en NetBook PRO, beide voorzien van het Windows CE-besturingssysteem. De originele NetBook draait op EPOC32 ER5.
In maart 2001 ontstond Psion Digital uit een fusie van drie bestaande bedrijfsonderdelen: Psion Computers, Psion Connect en Psion InfoMedia. Psion Digital richtte zich op het ontwikkelen van innovatieve producten op het gebied van mobile computing, infomedia en connectivity.
In juli 2001 kondigde Psion aan te zullen stoppen met de productie van zakcomputers voor de consumentenmarkt. De focus zou gaan liggen op de zakelijke markt en de ontwikkeling van het Symbian-besturingssysteem. Psion was een van de grootste aandeelhouders van het Symbian-consortium, maar in februari 2004 besloot het bedrijf alle aandelen te verkopen aan Nokia. Nokia kreeg door deze transactie een aandeel van 47,9% in Symbian. Als reden voor de aandelenverkoop gaf Psion aan dat het zich geheel op Psion Teklogix wilde gaan richten.

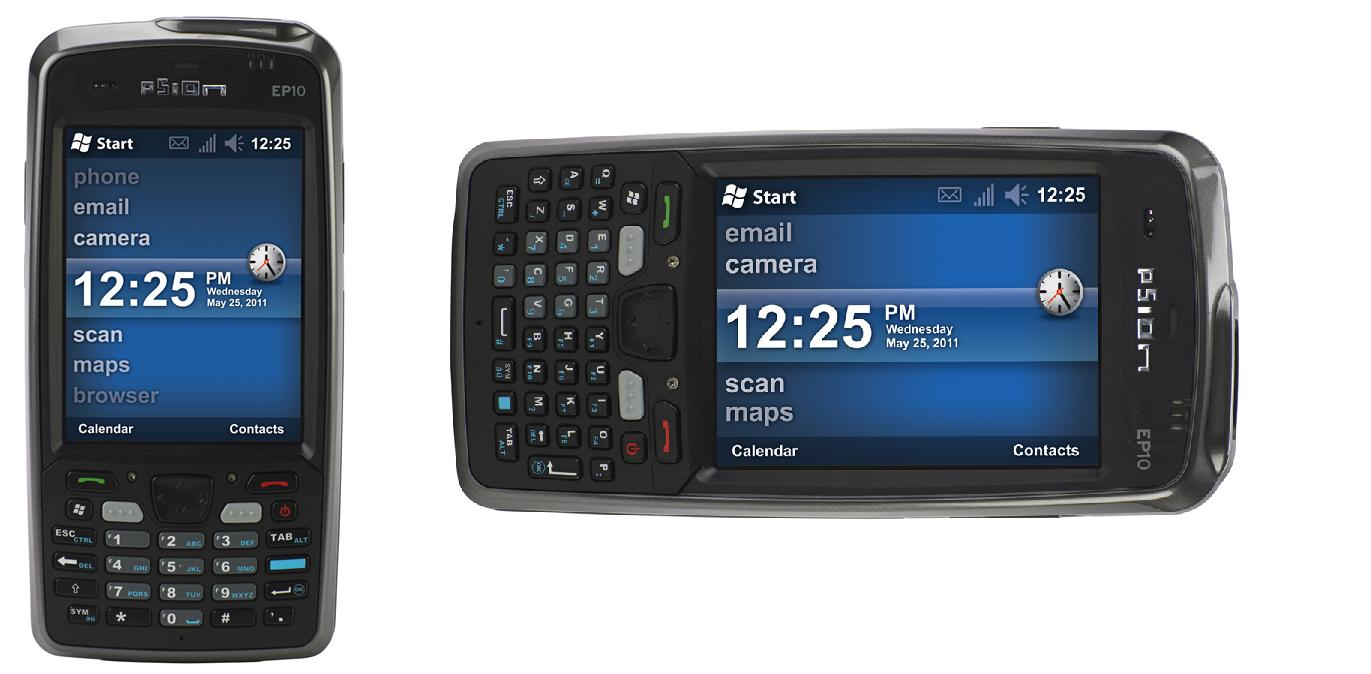
Psion-pda van het type EP10

In 2011 werd de merknaam Psion Teklogix terugveranderd naar Psion. Het bedrijf ontwikkelde en verkocht wereldwijd diverse pda's en mobiele computers voor met name logistieke en industriële toepassingen.
Op 1 oktober 2012 werd Psion overgenomen door Motorola Solutions.

## Programmeertalen
Open Programming Language (OPL) is een programmeertaal om applicaties mee te ontwikkelen op mobiele apparaten van Psion via een ingebouwde programmeeromgeving. In 1996 kwam Psion met de OVAL SDK, een volledig Visual Basic-compatibele programmeertaal en ontwikkelomgeving die werkt onder Microsoft Windows.

## Psion en de term Netbook
Psion registreerde "NetBook" als handelsmerk in diverse landen in november 2000. Dit handelsmerk werd gebruikt voor de Psion NetBook-producten, die het bedrijf tot 2003 produceerde. Intel begon in 2008 met het gebruiken van de term "Netbook" als een algemene term voor kleine laptops voor draadloos gebruik van het internet. Begin 2009 kwam dit tot een rechtszaak tussen Psion Teklogix en Intel, waarbij de partijen uiteindelijk buiten de rechtbank om tot overeenstemming kwamen en Psion de term als handelsmerk terugtrok.

## Producten

### Pda's
- Psion Organiser en Psion Organiser II
- Psion Series 3, 3a, 3c en 3mx
- Psion Siena
- Psion Series 5, 5mx en 5mx Pro
- Psion Revo
- Psion netBook
- Psion Netpad
- Psion Series 7
- Psion Teklogix Netbook Pro (Windows CE)
- Psion Workabout
- Psion Workabout pro
- Psion Workabout pro 2
- Psion Workabout pro 3
- Psion iKon

### Laptops
- Psion MC 200
- Psion MC 400
- Psion MC 400 WORD
- Psion MC 600 (DOS)